# Death Race
Death Race är en amerikansk actionfilm från 2008 i regi av Paul W.S. Anderson, med Jason Statham, Joan Allen, Ian McShane och Tyrese Gibson i rollerna. Filmen är en nyinspelning av Death Race 2000 (1975) och har fått tre uppföljare: Death Race 2 (2010), Death Race 3: Inferno (2012) och Death Race 4: Beyond Anarchy (2017). Antihjälten Frankenstein som förekommer i alla fyra filmerna är en rip off på Humungus från filmen Mad Max 2: The Road Warrior (1981).
I Death Race 2 (2010) och Death Race 3: Inferno (2012) utspelar sig handlingen innan Death Race (2008) och Death Race 4: Beyond Anarchy (2017) utspelar sig efter. Vill man se filmerna i kronologisk ordning utifrån handlingen så är det följande ordning: Death Race 2 (2010), Death Race 3: Inferno (2012), Death Race (2008) och sist Death Race 4: Beyond Anarchy (2017).

## Rollista
| Jason Statham    | – Jensen Ames     |
| Joan Allen       | – Hennessey       |
| Ian McShane      | – Coach           |
| Tyrese Gibson    | – Machine Gun Joe |
| Natalie Martinez | – Case            |
| Max Ryan         | – Pachenko        |
| Jason Clarke     | – Ulrich          |
| Fred Koehler     | – Lists           |
| Jacob Vargas     | – Gunner          |
| Justin Mader     | – Travis Colt     |
| Robert LaSardo   | – Grimm           |

## Karaktären Frankenstein
Antihjälten Frankenstein skapas i filmen Death Race 2 (2010) och heter egentligen Carl Lucas (spelad av Luke Goss). Carl är sedan Frankenstein i Death Race: Inferno (2012), samt i början av Death Race (2008) där han blir dödad. Jensen Ames (spelad av Jason Statham) tar då över som Frankenstein, men lyckas rymma. I Death Race: Beyond Anarchy (2017) är det en ny okänd person som är Frankenstein, men han blir dödad och Connor Gibson (spelad av Zach McGowan) blir den nye Frankenstein.